# Decameron francese
Decameron francese (La philosophie dans le boudoir) è un film del 1969 diretto da Jacques Scandelari. Fu distribuito in Italia solo nel 1972.